# Sciadotenia campestris
Sciadotenia campestris är en tvåhjärtbladig växtart som beskrevs av R.C. Barneby. Sciadotenia campestris ingår i släktet Sciadotenia och familjen Menispermaceae. Inga underarter finns listade i Catalogue of Life.